# Unn Edberg
Unn Edberg, född 1973, är en svensk journalist, VD och chefredaktör.
Edberg är uppvuxen i Skellefteå. Hon jobbade på Metro fram till juli 2000 när hon blev chefredaktör för Civilekonomen. År 2006 rekryterades hon till tidningen Chef för att bli bilageredaktör, men blev snart redaktionschef. I augusti 2008 lämnade hon Chef för att bli vice vd för designbyrån A4.
Under år 2010 arbetade hon med en sammanslagning av tidningarna Finansvärlden och Försäkring & Finans och var chefredaktör för den sammanslagna tidningen Finansliv. År 2013 blev hon även ordförande för Sveriges Tidskrifter. År 2015 lämnade hon Finansliv för att bli vice vd för Chef.
Förordnandet som ordförande för Sveriges Tidskrifter gick ut den 10 april 2018. Hon satt dock fortfarande i Sveriges Tidskrifters styrelse och representerade denna organisation i branschorganisationen Utgivarna. Några veckor därefter meddelades att Edberg skulle lämna Chef för att bli vd för Vi Media och chefredaktör för tidningen Vi, med start 10 september.
I oktober 2023 meddelades att Edberg lämnar Vi för att ta över som VD på LO Mediehus. 